# Lori Linstruth
Lori Linstruth – amerykańska gitarzystka. Obecnie mieszka na stałe w Holandii, gdzie pracuje jako manager Arjena Lucassena. Lori brała udział w kilku projektach Arjena (Stream of Passion, Ayreon) a w 2009 roku została gitarzystką w nowym projekcie Arjena Guilt Machine.
Jest partnerką Arjena Lucassena.

## Styl muzyczny
Jako główne wpływy muzyczne Lori podaje Rammstein, Uli Jon Roth, Michaela Schenkera oraz Yngwie Malmsteen'a.

## Dyskografia

### Solo
- Lori Linstruth Demo 2004

### Udział gościnny
- Voluntary - Joost Maglev (utwór Cylia - Futari No Ikizumar)
- Revenge of the Ayreonauts (utwory:"Sail away to Avalon", "The Dream Sequencer: Reprise")
- Mountain of Power (solówki gitarowe w "Out Of The Darkness" and "Mountain Of Power")
- Ayreon - 01011001 (2008)

### Stream of Passion
- Embrace the Storm (2005)

### Guilt Machine
- On This Perfect Day (2009)